# Mladějov
Mladějov är en ort i Tjeckien. Den ligger i den centrala delen av landet, 70 km nordost om huvudstaden Prag. Mladějov ligger 295 meter över havet och antalet invånare är 479.
Terrängen runt Mladějov är platt åt sydväst, men åt nordost är den kuperad.Runt Mladějov är det ganska glesbefolkat, med 23 invånare per kvadratkilometer. Närmaste större samhälle är Jičín, 9,8 km sydost om Mladějov. Trakten runt Mladějov består till största delen av jordbruksmark.